# Yukine Honami
Yukine Honami (japanisch 穂波 ゆきね Honami Yukine, * 17. März in der Präfektur Ishikawa, Japan) ist eine japanische Mangaka und Illustratorin. 

## Werdegang und Werk
Honami arbeitete stets als Zeichnerin mit wechselnden Autorinnen zusammen. Alle ihre Werke erzählen von gleichgeschlechtlicher Liebe zwischen Männern und sind ins Genre Boys Love einzuordnen. Ihre erste Veröffentlichung war 1997 Venus Kiss!!, das wie die drei folgenden Werke von Sāri Natsuki geschrieben wurde. Mehrere von Honamis Serien erschienen auf Deutsch bei Tokyopop oder Carlsen Manga. Die erste Veröffentlichung war im Januar 2007 bei Carlsen der Einzelband Desire, der von der Liebe zwischen zwei Kindheitsfreunden erzählt, die in der Oberschule Begehren und Eifersucht entdecken. Die Geschichte von Maki Kazumi erschien in Japan 2004 auch als Light Novel, erneut illustriert von Yukine Honami. Auch Honamis längste Serien erschienen auf Deutsch: Ab 2008 erschien bei Carlsen die dreibändige Serie Rin! über die Mitglieder eines Bogenschießklubs der Oberschule. Katsura sucht ständig Beruhigung bei seinem älteren Klubkollegen und langen Freund Sou, geht wegen Gerüchten dann aber auf Distanz. Ein Mitschüler bietet daraufhin an, ihm für Sou Ersatz zu sein und es entwickelt sich ein Liebesdreieck. Ebenfalls ab 2008 erschien bei Tokyopop Honamis Serie High School Nights mit drei Bänden, die von einem Oberschul-Internat und den sexuellen Eskapaden derer Schüler erzählen.

## Bibliografie (Auswahl)
- Venus Kiss!! (ビーナスＫＩＳＳ！！, 1997, 1 Band, mit Sāri Natsuki)
- Flower Corporation (フラワーコーポレーション, 1997, 1 Band, mit Sāri Natsuki)
- 2.14 Jiken (2.14事件, 1998, 1 Band, mit Sāri Natsuki)
- Sweet Revolution (微熱革命 Binetsu Kakumei, 2000, 1 Band, mit Serubo Suzuki)
- Desire (ヤバイ気持ち Yabai Kimochi, 2001, 1 Band, mit Maki Kazumi)
- Koi no Kawaki (恋の渇き, 2001, 1 Band, mit Satosumi Takaguchi)
- Rin! (凛!, 2002–2004, 3 Bände, mit Satoru Kannagi)
- Stolen Heart (その時ハートは盗まれた Sono Toki Heart wa Nusumareta, 2002, 1 Band, mit Maki Kanemaru)
- High School Nights (きみには勝てない！ Kimi ni wa Katenai!, 2003–2004, 3 Bände, mit Satosumi Takaguchi)
- Yabai Kimochi (ヤバイ気持ち, 2004, 1 Band, Light Novel von Maki Kazumi)
- Sternbilder der Liebe (てのひらの星座 Tenoheira no Seiza, 2009, 1 Band, mit Chisako Sakuragi)